# Poliana ferax
Poliana ferax is een vlinder uit de familie van de pijlstaarten (Sphingidae). De wetenschappelijke naam van de soort werd in 1916 gepubliceerd door Lionel Walter Rothschild & Heinrich Ernst Karl Jordan.